# Aegapheles banda
Aegapheles banda là một loài chân đều trong họ Aegidae. Loài này được Bruce miêu tả khoa học năm 2004.